# Pentanol
Pentanol of, archaïsch, amylalcohol is een verzamelnaam voor de alkanolen met vijf koolstofatomen. Pentanolen bezitten de algemene brutoformule C5H12O en een molaire massa van 88,15 g/mol. Van de verbinding zijn meerdere structuurisomeren bekend, die verschillen in de positie van de OH-groep en / of hun vertakkingsgraad. 

## Overzicht van de isomeren
| IUPAC-naam               | Triviale namen                                | Smeltpunt (°C) | Kookpunt (°C) | Vlampunt (°C) | Dichtheid (g/cm³) | ND20   | [α]D20 |
| ------------------------ | --------------------------------------------- | -------------- | ------------- | ------------- | ----------------- | ------ | ------ |
| Pentaan-1-ol             | n-amylalcohol n-pentylalcohol                 | −78            | 136           | 32            | 0,8110            | 1,4093 |        |
| Pentaan-2-ol             | DL-s-amylacohol racemisch 2-pentanol          |                | 118-119       | 34            | 0,8100            | 1,4064 |        |
| Pentaan-2-ol             | 2S-pentan-2-ol                                |                | 118-119       | 34            | 0,8100            | 1,406  | +13,60 |
| Pentaan-3-ol             | sec-amylalcohol sec-pentanol di-ethylcarbinol |                | 114           | 40            | 0,8150            | 1,4096 |        |
| 2-Methylbutaan-1-ol      | p-amylalcohol                                 | −70            | 128           | 43            | 0,8110            | 1,4099 | −5,80  |
| 2-Methylbutaan-2-ol      | t-amylalcohol                                 | −12            | 102           | 20            | 0,8050            | 1,4040 |        |
| 3-Methylbutaan-1-ol      | i-amylalcohol isoamylalcohol isopentylalcohol | −117           | 130           | 43            | 0,8090            | 1,4060 |        |
| 3-Methylbutaan-2-ol      |                                               |                | 112           |               | 0,8180            | 1,4089 |        |
| 2,2-Dimethylpropaan-1-ol | neopentylalcohol                              | 52,5           | 113,5         | 37            | 0,812             |        |        |